# Polutka
U kartografiji i geografiji, Zemljine polutke ili Zemljine hemisfere se odnose na bilo koji podjelu Zemlje na dvije polutke ili hemisfere (starogrčki: ἡμισφαίριον, hēmisphairion).
Takve podjele se najčešće određuju geografskom širinom i dužinom:
- sjever – jug
  - sjeverna polutka, polovica koja se prostire sjeverno od ekvatora
  - južna polutka, polovica koja se prostire južno od ekvatora

- zapad – istok
  - zapadna polutka, polovica koja se nalazi zapadno od početnoga meridijana i istočno od 180. meridijana
  - istočna polutka, polovica koja se nalazi istočno od početnoga meridijana i zapadno od 180. meridijana

Podjela zapad – istok se također može promatrati u kulturnome smislu kao podjela na dvije kulturne polutke.
Međutim, drugi su sustavi nastojali podijeliti planet na način koji maksimizira prevlast jednoga ili drugoga geografskoga obilježja u svakoj podjeli:
- kopno – voda[2]
  - kopnena polutka, Zemljina polutka koja sadrži najveću moguću površinu kopna
  - vodena polutka, Zemljina polutka koja sadrži najveću moguću površinu vode

Zemlja se također može podijeliti na polutke dana i noći preko sumračnice.

## Vanjske poveznice
- Hemisfera Hrvatska enciklopedija